# Фактор Хаосу
Фактор Хаосу — трилер 2000 року.

## Сюжет
При огляді закинутої шахти в Камбоджі, агент військової розвідки США Джек Пойт відкриває жахливу таємницю, він знаходить залишки людей, які були вбиті хімічною зброєю. Згодом стає відомо, що на цьому місці колись був американський госпіталь, який був знищений при загадкових обставинах. На місці руїн Джек знаходить щоденник американського солдата, в якому описуються надсекретні операції з використанням нової зброї масового знищення. Також в щоденнику згадується ім'я Макс Камден, який як стає відомо, зараз займає високу посаду в Пентагоні..